# اریکا الکساندر
اریکا الکساندر (انگلیسی: Erika Alexander؛ زادهٔ ۱۹ نوامبر ۱۹۶۹) یک بازیگر سینما و هنرپیشه اهل ایالات متحده آمریکا است. وی از سال ۱۹۸۳ میلادی تاکنون مشغول فعالیت بوده‌است. 
از فیلم‌ها یا برنامه‌های تلویزیونی که وی در آن نقش داشته است می‌توان به دژا وو، دختر کوچک من، بخش فوریت‌های پزشکی، سی‌اس‌آی، سی‌اس‌آی: میامی، ذهن‌های مجرم، عاشق لیزا، آن زن گفت، آن مرد گفت و دکتر هاوس اشاره کرد.